# Opel Frontera (offroader)
 For alternative betydninger, se Opel Frontera. (Se også artikler, som begynder med Opel Frontera)
Opel Frontera var en offroader bygget af General Motors til det vesteuropæiske marked mellem efteråret 1991 og sommeren 2003, først af IBC Vehicles i Luton, Storbritannien. Den anden generation blev bygget af Vauxhall Motors på deres fabrik i Ellesmere Port.
Bilen var en licensbygget udgave af Isuzu Rodeo (Frontera) og Isuzu MU (Frontera Sport), som også blev solgt af Honda som Honda Rodeo og Honda Amigo. I Australien blev bilen solgt som Holden Frontera, og i Storbritannien som Vauxhall Frontera.

## Frontera A (1991−1998)
I september 1991 startede produktionen af første generation af Opel Frontera (type SUD2), og modellen kom på markedet i februar 1992. Fra starten fandtes Frontera som femdørs stationcar med 2,4-liters benzinmotor samt som den tredørs Frontera Sport med 2,0-liters benzinmotor. Turbodieselmotoren på 2,3 liter kunne kun fås til femdørsmodellen. Sport fandtes med enten hard- eller softtop. I den første tid var motorerne i Frontera hentet fra Opel Omega.
I januar 1995 fik Frontera sit første facelift. 2,4'eren blev afløst af en 16-ventilet 2,2'er, og Frontera fik ny affjedring og ny kabine med blandt andet airbags. Reservehjulet på femdørsmodellen var nu monteret direkte på den mod højre åbnende bagdør. For at kunne komme til bagagerummet var man først nødt til at svinge reservehjulsholderen mod højre, hvorefter bagruden kunne åbnes opad og bagklappen nedad. I midten af 1996 kom 2,5 TDS på markedet i stedet for 2,8 TDi og dennes forgænger 2,3 TD.
I sommeren 1998 udgik Frontera A af produktion.

### Tekniske data
|                                                | 2.0 i                                           | 2.0 i                                           | 2.2 i 16V                                       | 2.4 i                                           | 2.3 TD                                          | 2.5 TDS                                         | 2.8 TDi                                         |
| Byggeperiode                                   | 1991−1995                                       | 1995−1998                                       | 1995−1998                                       | 1991−1995                                       | 1991−1995                                       | 1996−1998                                       | 1995−1996                                       |
| Varianter                                      | Frontera Sport                                  | Frontera Sport                                  | Frontera                                        | Frontera                                        | Frontera                                        | Frontera, Frontera Sport                        | Frontera, Frontera Sport                        |
| Motordata                                      |                                                 |                                                 |                                                 |                                                 |                                                 |                                                 |                                                 |
| Motortype                                      | R4-benzinmotor                                  | R4-benzinmotor                                  | R4-benzinmotor                                  | R4-benzinmotor                                  | R4-dieselmotor                                  | R4-dieselmotor                                  | R4-dieselmotor                                  |
| Antal ventiler pr. cylinder                    | 2                                               | 2                                               | 4                                               | 2                                               | 2                                               | 2                                               | 2                                               |
| Ventilstyring                                  | OHC, tandrem                                    | OHC, tandrem                                    | DOHC, tandrem                                   | OHC, kæde                                       | OHC, kæde                                       | OHV, tandhjul                                   | OHV, tandrem                                    |
| Fødesystem                                     | Multipoint                                      | Multipoint                                      | Multipoint                                      | Multipoint                                      | Hvirvelkammer                                   | Hvirvelkammer                                   | Direkte                                         |
| Trykladning                                    | –                                               | –                                               | –                                               | –                                               | Turbolader, ladeluftkøler                       | Turbolader, ladeluftkøler                       | Turbolader, ladeluftkøler                       |
| Køling                                         | Vandkøling                                      | Vandkøling                                      | Vandkøling                                      | Vandkøling                                      | Vandkøling                                      | Vandkøling                                      | Vandkøling                                      |
| Motorkode                                      | C20NE                                           | X20SE                                           | X22XE                                           | C24NE                                           | 23DTR                                           | VM41B                                           | 4JB1T                                           |
| Boring × slaglængde                            | 86,0 × 86,0 mm                                  | 86,0 × 86,0 mm                                  | 86,0 × 94,6 mm                                  | 95,0 × 85,0 mm                                  | 92,0 × 85,0 mm                                  | 92,0 × 94,0 mm                                  | 93,0 × 102,0 mm                                 |
| Slagvolume                                     | 1998 cm³                                        | 1998 cm³                                        | 2198 cm³                                        | 2410 cm³                                        | 2260 cm³                                        | 2499 cm³                                        | 2771 cm³                                        |
| Kompressionsforhold                            | 9,2:1                                           | 10,0:1                                          | 10,5:1                                          | 9,2:1                                           | 23,0:1                                          | 20,9:1                                          | 17,9:1                                          |
| Maks. effekt ved omdr./min.                    | 85 kW (115 hk) 5200                             | 85 kW (115 hk) 5200                             | 100 kW (136 hk) 5200                            | 92 kW (125 hk) 4800                             | 74 kW (100 hk) 4200                             | 85 kW (115 hk) 3600                             | 83 kW (113 hk) 3600                             |
| Maks. drejningsmoment ved omdr./min.           | 170 Nm 2600                                     | 172 Nm 2800                                     | 202 Nm 2600                                     | 195 Nm 2400−2600                                | 215 Nm 2200                                     | 260 Nm 1800                                     | 242 Nm 2100                                     |
| Udstødningsnorm                                | Euro1                                           | Euro2                                           | Euro2                                           | Euro1                                           | Euro1                                           | Euro2                                           | Euro2                                           |
| Kraftoverførsel                                |                                                 |                                                 |                                                 |                                                 |                                                 |                                                 |                                                 |
| Drivende hjul                                  | Baghjul, med manuelt tilkobleligt firehjulstræk | Baghjul, med manuelt tilkobleligt firehjulstræk | Baghjul, med manuelt tilkobleligt firehjulstræk | Baghjul, med manuelt tilkobleligt firehjulstræk | Baghjul, med manuelt tilkobleligt firehjulstræk | Baghjul, med manuelt tilkobleligt firehjulstræk | Baghjul, med manuelt tilkobleligt firehjulstræk |
| Gearkasse                                      | 5-trins manuel                                  | 5-trins manuel                                  | 5-trins manuel                                  | 5-trins manuel                                  | 5-trins manuel                                  | 5-trins manuel                                  | 5-trins manuel                                  |
| Præstationer                                   |                                                 |                                                 |                                                 |                                                 |                                                 |                                                 |                                                 |
| Topfart                                        | 157 km/t                                        | 158 km/t                                        | 161 km/t                                        | 153 km/t                                        | 147 km/t                                        | 150 km/t                                        | 149 km/t                                        |
| Acceleration 0-100 km/t                        | 17,9 sek.                                       | 15,6 sek.                                       | 13,6 sek.                                       | 18,6 sek.                                       | 19,3 sek.                                       | 16,8 sek.                                       | 16,8 sek.                                       |
| Brændstofforbrug pr. 100 km ved blandet kørsel | 12,1 liter Blyfri 95                            | 11,8 liter Blyfri 95                            | 11,4 liter Blyfri 95                            | 13,3 liter Blyfri 95                            | 10,3 liter Diesel                               | 10,2 liter Diesel                               | 9,4 liter Diesel                                |
| CO2-udslip ved blandet kørsel                  | 259 g/km                                        | 279 g/km                                        | 270 g/km                                        | 269 g/km                                        | 236 g/km                                        | 270 g/km                                        | 249 g/km                                        |

## Frontera B (1998−2004)
Frontera B (type 06B) blev introduceret i september 1998. Bilen fandtes, ligesom forgængeren Frontera A, som tredørs med kort akselafstand (Sport) og som femdørs med lang akselafstand. Frontera B var lidt kortere, men også lidt bredere. Frontera B havde en 2,2-liters 16-ventilet benzinmotor som basismotor. Mod merpris kunne modellen også fås med en 2,2-liters 16-ventilet turbodieselmotor og en 3,2-liters V6-motor fra Isuzu.
Fra februar 1999 og frem havde modellerne Sport RS og Limited ABS-bremser som standardudstyr.
I sommeren 2001 fik modellen et facelift, hvor den fik en anden kølergrill og forlygter af klart glas. Et år efter fik 2,2 DTI sin effekt øget til 120 mod før 115 hk.
Produktionen af Frontera blev indstillet i Tyskland i juli 2003, og i september 2004 ligeledes i Storbritannien. Selv om Opel havde været succesfuldt med til at grundlægge SUV-trenden, trak man sig herefter ud af segmentet. Der blev ikke udviklet nogen direkte efterfølger for Frontera, hvormed segmentet blev overladt til andre mærker og Opel spiller i dag ingen rolle i denne klasse.

### Tekniske data
|                                                | 2.2 16V                                         | 2.2 16V                                         | 3.2 V6                                          | 2.2 DTI 16V                                     | 2.2 DTI 16V                                     | 2.2 DTI 16V                                     |
| Byggeperiode                                   | 1998−2000                                       | 2000−2004                                       | 1998−2004                                       | 1998−2000                                       | 2000−2002                                       | 2002−2004                                       |
| Varianter                                      | Frontera, Frontera Sport                        | Frontera, Frontera Sport                        | Frontera                                        | Frontera, Frontera Sport                        | Frontera, Frontera Sport                        | Frontera, Frontera Sport                        |
| Motordata                                      |                                                 |                                                 |                                                 |                                                 |                                                 |                                                 |
| Motortype                                      | R4-benzinmotor                                  | R4-benzinmotor                                  | V6-benzinmotor                                  | R4-dieselmotor                                  | R4-dieselmotor                                  | R4-dieselmotor                                  |
| Antal ventiler pr. cylinder                    | 4                                               | 4                                               | 4                                               | 4                                               | 4                                               | 4                                               |
| Ventilstyring                                  | DOHC, tandrem                                   | DOHC, tandrem                                   | DOHC, tandrem                                   | OHC, kæde                                       | OHC, kæde                                       | OHC, kæde                                       |
| Fødesystem                                     | Multipoint                                      | Multipoint                                      | Multipoint                                      | Direkte                                         | Direkte                                         | Direkte                                         |
| Trykladning                                    | –                                               | –                                               | –                                               | Turbolader, ladeluftkøler                       | Turbolader, ladeluftkøler                       | Turbolader, ladeluftkøler                       |
| Køling                                         | Vandkøling                                      | Vandkøling                                      | Vandkøling                                      | Vandkøling                                      | Vandkøling                                      | Vandkøling                                      |
| Motorkode                                      | X22SE                                           | Y22SE                                           | 6VD1-W                                          | X22DTH                                          | Y22DTH                                          | Y22DTH                                          |
| Boring × slaglængde                            | 86,0 × 94,6 mm                                  | 86,0 × 94,6 mm                                  | 93,4 × 77,0 mm                                  | 84,0 × 98,0 mm                                  | 84,0 × 98,0 mm                                  | 84,0 × 98,0 mm                                  |
| Slagvolume                                     | 2198 cm³                                        | 2198 cm³                                        | 3165 cm³                                        | 2171 cm³                                        | 2171 cm³                                        | 2171 cm³                                        |
| Kompressionsforhold                            | 9,6:1                                           | 9,6:1                                           | 9,4:1                                           | 18,5:1                                          | 18,5:1                                          | 18,5:1                                          |
| Maks. effekt ved omdr./min.                    | 100 kW (136 hk) 5200                            | 100 kW (136 hk) 5200                            | 151 kW (205 hk) 5400                            | 85 kW (115 hk) 3800                             | 85 kW (115 hk) 3800                             | 88 kW (120 hk) 3800                             |
| Maks. drejningsmoment ved omdr./min.           | 202 Nm 2500                                     | 202 Nm 2500                                     | 290 Nm 3000                                     | 260 Nm 1900                                     | 260 Nm 1900                                     | 280 Nm 1900                                     |
| Udstødningsnorm                                | Euro2                                           | Euro3                                           | Euro21                                          | Euro2                                           | Euro3                                           | Euro3                                           |
| Kraftoverførsel                                |                                                 |                                                 |                                                 |                                                 |                                                 |                                                 |
| Drivende hjul                                  | Baghjul, med manuelt tilkobleligt firehjulstræk | Baghjul, med manuelt tilkobleligt firehjulstræk | Baghjul, med manuelt tilkobleligt firehjulstræk | Baghjul, med manuelt tilkobleligt firehjulstræk | Baghjul, med manuelt tilkobleligt firehjulstræk | Baghjul, med manuelt tilkobleligt firehjulstræk |
| Gearkasse (standardudstyr)                     | 5-trins manuel                                  | 5-trins manuel                                  | 5-trins manuel                                  | 5-trins manuel                                  | 5-trins manuel                                  | 5-trins manuel                                  |
| Gearkasse (ekstraudstyr)                       | –                                               | –                                               | 4-trins automatisk                              | 4-trins automatisk                              | 4-trins automatisk                              | –                                               |
| Præstationer2                                  |                                                 |                                                 |                                                 |                                                 |                                                 |                                                 |
| Topfart                                        | 161 km/t                                        | 161 km/t                                        | 192 km/t (188 km/t)                             | 154 km/t (157 km/t)                             | 154 km/t (157 km/t)                             | 158 km/t                                        |
| Acceleration 0-100 km/t                        | 14,0 sek.                                       | 14,0 sek.                                       | 9,7 sek. (10,0 sek.)                            | 13,9 sek. (15,0 sek.)                           | 13,9 sek. (15,0 sek.)                           | 14,5 sek.                                       |
| Brændstofforbrug pr. 100 km ved blandet kørsel | 11,4 liter Blyfri 95                            | 11,4 liter Blyfri 95                            | 12,6 liter (13,6 liter) Blyfri 95               | 9,2 liter (9,8 liter) Diesel                    | 9,2 liter (9,8 liter) Diesel                    | 8,3 liter Diesel                                |
| CO2-udslip ved blandet kørsel                  | 273 g/km                                        | 273 g/km                                        | 303 g/km (326 g/km)                             | 247 g/km (263 g/km)                             | 247 g/km (263 g/km)                             | 224 g/km                                        |

## Efterbygning
Den siden 2005 i Kina fremstillede Jiangling Landwind, som gjorde sig bemærket ved en kritisk opførsel i Euro NCAP's kollisionstest, blev i en kort periode også (uofficielt) importeret til Europa og markedsført i Belgien og Holland for ca. 15.000 €.